# 莫日地区讷维
莫日地区讷维（法語：Neuvy-en-Mauges，法語發音：[nøvi ɑ̃ moʒ] ⓘ）是法国曼恩-卢瓦尔省的一个旧市镇，属于绍莱区。2015年12月15日，莫日地区讷维和相邻的其它11个市镇合并为新市镇安茹地区舍米耶（Chemillé-en-Anjou）。

## 地理
莫日地区讷维（47°16'1"N, 0°49'33"W）面积18.13 平方千米，位于法国卢瓦尔河地区大区曼恩-卢瓦尔省，该省份为法国西部内陆省份，大致对应安茹地区，北起顺时针与马耶讷省、萨尔特省、安德尔-卢瓦尔省、维埃纳省、德塞夫勒省、旺代省、大西洋卢瓦尔省和伊勒-维莱讷省接壤。
与莫日地区讷维接壤的市镇（或旧市镇、城区）包括：雅莱、拉瑞默利耶尔、莫日地区勒潘、拉普瓦特维尼耶尔、圣克里斯蒂娜、圣洛朗德拉普莱讷、圣莱赞、莫日地区圣康坦。
莫日地区讷维的时区为UTC+01:00、UTC+02:00（夏令时）。

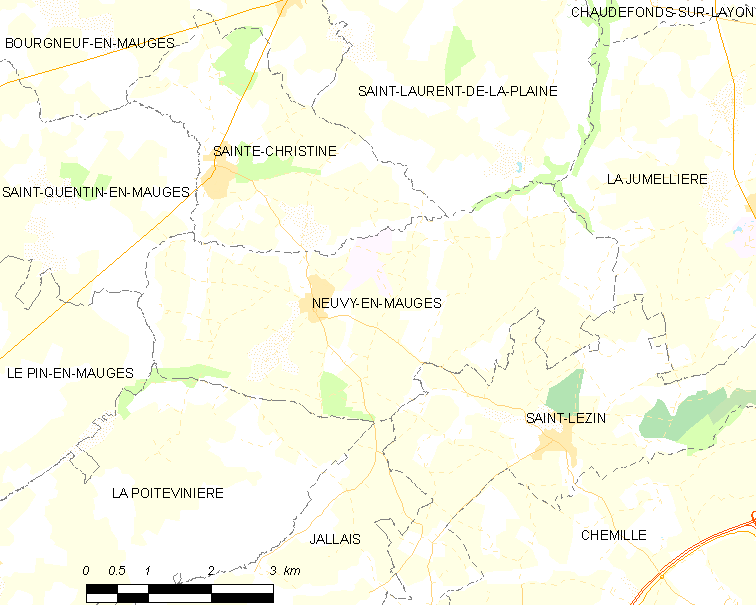
莫日地区讷维的OSM定位图

## 行政
莫日地区讷维的邮政编码为49120，INSEE市镇编码为49225。

## 政治
莫日地区讷维所属的省级选区为安茹地区舍米耶县。

## 人口

1962-2008年间莫日地区讷维人口变化图示

莫日地区讷维于2018年1月1日时的人口数量为851人。